# Блэкли, Рони
Рони Блэкли (англ. Ronee Blakley, род. 24 августа 1945) — американская актриса и певица.

## Биография
Рони Блэкли родилась в Айдахо в семье инженера Рональда Блэкли и его супруги Кэрол. Её детство и юности прошли на западном побережье США, где она окончила среднюю школу. После обучения в Стэнфордском университете Блэкли отправилась в Нью-Йорк и поступила в Джульярдскую школу. В мире шоу-бизнеса она стартовала в качестве певицы, выпустив в начале 1970-х несколько музыкальных альбомов.
В 1975 году состоялся её кинодебют в чёрной комедии «Нэшвилл», где она исполнила роль певицы Барбары Джин. Её первая же роль принесла актрисе номинации на «Оскар», «Золотой глобус», «Грэмми» и «BAFTA», хотя ни одну из этих премий она в итоге не получила.
В 1979 году актриса вышла замуж за режиссёра Вима Вендерса, но брак оказался неудачным и распался двумя годами позже.
Дальнейшие роли Рони Блэкли пришлись на низкобюджетные кинофильмы и эпизодические появления на телевидении. Исключением для неё стала роль Мардж Томпсон, матери главной героини в культовом триллере Уэса Крейвена «Кошмар на улице Вязов» в 1984 году.
В 1988 году Рони Блэкли родила дочь, после чего завершила свою кинокарьеру. В 2009 году был выпущен её альбом авторской песни «River Nile», вдохновением для записи которого послужила её поездка в Египет.